# ディオゲネス・ラエルティオス

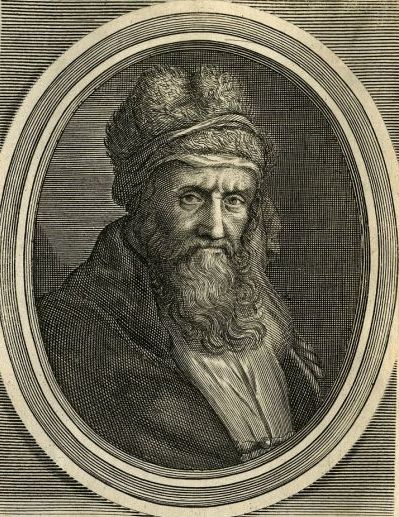
ディオゲネス・ラエルティオス

ディオゲネス・ラエルティオス（希: Διογένης Λαέρτιος、羅: Diogenes Laërtius）は、3世紀前半頃に活躍した哲学史家。『ギリシア哲学者列伝』の著者として知られる。
ラエルティオス・ディオゲネス、ディオゲネース・ラーエルティオスなどとも呼ばれる。

## 人物
その名前は古来いろいろな表記がされていて確かなことが分からない。「ラエルティオス」というのは字（Signum）であるという説もあれば、キリキアのラエルテという地名であるという説もある。
その著書『ギリシア哲学者列伝』（希: Βίοι καὶ γνῶμαι τῶν ἐν φιλοσοφίᾳ εὐδοκιμησάντων）10巻は多くの逸話と哲学者たちの諸説をあわせて記述した古代ギリシア・ローマ哲学についての貴重な資料である。史料の抜き書きを行い学説よりも面白おかしい逸話や奇矯な言行への好みがあらわれた「列伝」の性格から著者の面影を察することができる。一説には、同書の献呈相手は皇后ユリア・ドムナとされる。
文献学者だった頃のニーチェは彼を研究している。ニーチェは「ラエルティオスは自殺と暴飲に非常な憎悪を抱き、無神論者を非難し霊魂不滅を信じている」と評している。古典学者パトリッティは「ディオゲネス・ラエルティオスがいかなる人物で、いかなる時代に、またいかなる境遇のもとに生きたかは誰にも知られていないが、彼はこれによって哲学者たちの偉大さを明らかにしたのでもなく、後世に彼らの学説を伝えたのでもなく、むしろその書物を美しく飾ろうとして、その伝記の中に自作のエピグラムや碑銘文を挿入したのである」という。
伝記を多く書いた英文学研究者の中野好夫はラエルティオスの選んだ逸話の無類さをほめている。

### 関連文献
- ディオゲネス・ラエルティオス『ギリシア哲学者列伝〈上〉』 青 663-1、加来彰俊 訳、岩波書店〈岩波文庫〉、1984年。doi:10.11501/12215797。ISBN 978-4-0033-6631-8。
- ディオゲネス・ラエルティオス『ギリシア哲学者列伝〈中〉』 青 663-2、加来彰俊 訳、岩波書店〈岩波文庫〉、1989年。doi:10.11501/12215422。ISBN 978-4-0033-6632-5。